# National Association for the Advancement of Colored People

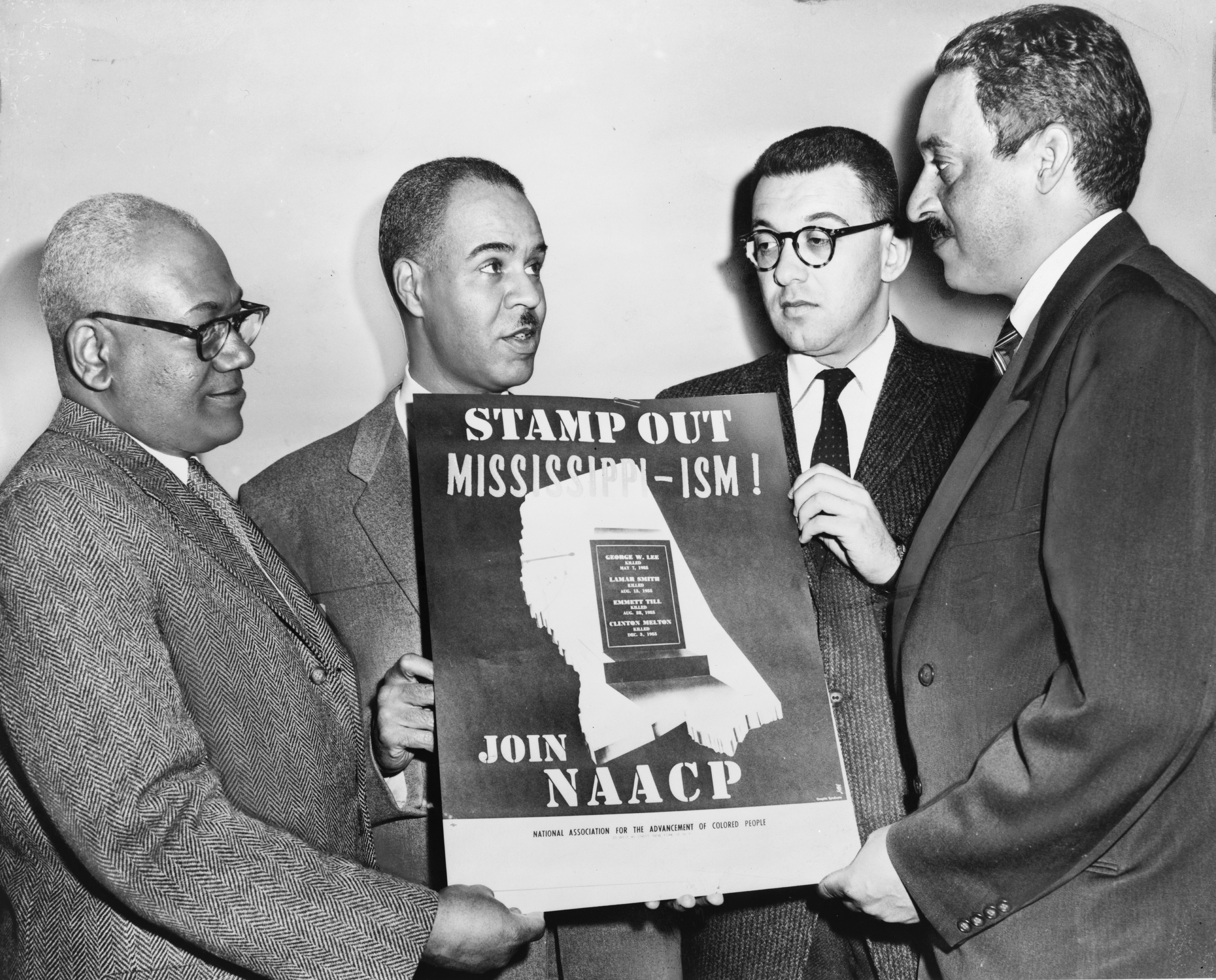
Vier Vertreter der NAACP präsentieren 1956 ein Plakat gegen Rassentrennung in Mississippi

Die National Association for the Advancement of Colored People (NAACP, engl. Nationale Vereinigung für die Förderung farbiger Menschen) ist eine der ältesten und einflussreichsten Organisationen der Schwarzen Bürgerrechtsbewegung in den USA.

## Geschichte
Sie ging aus dem 1905 gegründeten Niagara Movement hervor und wurde am 12. Februar 1909 ins Leben gerufen, um zugunsten der afroamerikanischen Bevölkerung zu arbeiten. Gründungsmitglieder waren William Edward Burghardt Du Bois, Ida Wells-Barnett, Henry Moskowitz, Mary White Ovington, Oswald Garrison Villard, Sr. und William English Walling. Weitere frühe Mitglieder waren Joel und Arthur Spingarn, Josephine Ruffin, Mary Talbert, Inez Milholland, Jane Addams, Florence Kelley, Sophonisba Breckinridge, John Haynes Holmes, Mary McLeod Bethune, George Henry White, Charles Edward Russell, John Dewey, William Dean Howells, Lillian Wald, Charles Darrow, Lincoln Steffens, Ray Stannard Baker, Fanny Garrison Villard und Walter Sachs. Zunächst strengte die Organisation Prozesse vor Gericht an, um die Jim-Crow-Gesetze, wodurch die Rassentrennung legalisiert wurde, rückgängig zu machen.
Die NAACP gründete ihr erstes nationales Büro im Jahr 1910 in New York City und wählte ein Board of Directors sowie als Präsidenten Moorfield Storey, einen weißen Verfassungsrechtler und ehemaligen Präsidenten der American Bar Association. Der einzige Afroamerikaner unter den Führungskräften war Du Bois, der zum Direktor von Publikationen und Forschung gewählt war. Er gründete im Jahr 1910 die offizielle Zeitschrift der NAACP The Crisis als führende Stimme für Bürgerrechte. Um die Auflage zu erhöhen, veröffentlichte Du Bois Werke von Langston Hughes, Countee Cullen sowie weiterer Vertreter der Harlem Renaissance, wie Claude McKay, Jean Toomer, Nella Larsen, Georgia Douglas Johnson, George Schuyler, Arna Bontemps und Anne Spencer.
Nach Hattie McDaniels Oscarauszeichnung für ihre Rolle im Film Vom Winde verweht warf ihr der damalige Vorsitzende Walter Francis White vor, ein Uncle Tom zu sein, also jemand, der die Sklavenrolle unterwürfig akzeptiert.
Nach der Aufhebung der Rassentrennung durch den Obersten Gerichtshof 1954 (Brown v. Board of Education) bemühte sich die NAACP, die Rassentrennung in sämtlichen Südstaaten rückgängig zu machen, und unterstützte den Busboykott von Montgomery 1956. Zudem unterstützte und organisierte die NAACP 1963 den Marsch auf Washington für Arbeit und Freiheit sowie 1995 den Millionen-Mann-Marsch.
In den 1990er Jahren verschuldete sich die NAACP in Millionenhöhe, so dass zwischen 1992 und 1995 die Belegschaft von 250 auf knapp 50 reduziert werden musste.
Nach dem zweiten Amtsenthebungsverfahren gegen Donald Trump, das im Zuge einer Abstimmung mit einem Freispruch endete, reichte die NAACP Klage gegen den ehemaligen Präsidenten Donald Trump ein und warf ihm dabei vor, für den Sturm auf das Kapitol verantwortlich zu sein.
Im April 2025 klagte die Organisation gegen das Bildungsministerium, da die Behörde den Schulen Bundesmittel vorenthielt, die ihre Programme zur Förderung von Diversität, Gleichberechtigung und Inklusion nicht beendet hatten.
Im Juni 2025 gab die NAACP bekannt, zum ersten Mal seit 1947, dem Beginn der Teilnahme amtierender US-Präsidenten an der jährlichen National Convention der NAACP, von dieser Tradition abzuweichen und Donald Trump nicht zu dieser Tagung einzuladen. NAACP-Präsident Derrick Johnson sagte, die Organisation habe es sich zur Aufgabe gesetzt, Bürgerrechte zu fördern, Trump habe jedoch klargemacht, dass er Bürgerrechte beseitigen wolle.

## Organisation
Der Hauptsitz ist in Baltimore, regionale Büros befinden sich in Kalifornien, New York, Michigan, Missouri, Georgia, Texas und Maryland. Die NAACP wird auf nationaler Ebene durch einen Verwaltungsrat vertreten. Dieser hat 64 Mitglieder und wird von einem Vorsitzenden geführt. Der Vorstand wählt einen Präsidenten und Chief Executive Officer für die Organisation.
1996 wurde Kweisi Mfume, ein demokratischer Kongressabgeordneter, zum Präsidenten ernannt und versah dieses Amt bis 2004. Ihm folgte bis zu seinem Rücktritt im März 2007 Bruce S. Gordon; ihm folgte bis Mai 2014 Benjamin Jealous. Durch die Wahl am 16. Mai 2014 wurde der US-amerikanische Anwalt und Aktivist Cornell William Brooks zum Präsidenten gewählt, sein Nachfolger wurde 2017 Derrick Johnson.
Chairman ist seit Februar 2010 Roslyn Brock; ihr Vorgänger war der Civil-Rights-Movement-Aktivist und ehemalige US-Kongressabgeordnete Julian Bond.
Die NAACP hatte im August 2011 300.000 Mitglieder.

## Verliehene Auszeichnungen
Die Organisation verleiht jährlich zwei verschiedene Auszeichnungen an Afroamerikaner: den NAACP Image Award für besondere Leistungen in den Bereichen Film, Fernsehen, Musik und Literatur, und die Spingarn Medal für besondere Leistungen irgendwelcher Art.

## Trivia
Die Arbeit des NAACP wird im Roman Gehe hin, stelle einen Wächter der Schriftstellerin Harper Lee thematisiert. Außerdem findet der Begriff mehrfach Erwähnung in dem Sozialdrama Mississippi Burning – Die Wurzel des Hasses des Regisseurs Alan Parker von 1988.

## Film
- A Study Of Educational Inequalities In South Carolina. Production Company: Harmon Foundation. Sponsor: National Association For the Advancement of Colored People. 1936